# Milo Navasa
Milo Navasa (Venezia, 27 maggio 1925 – Castel d'Azzano, 12 novembre 2009) è stato un alpinista italiano.

## Biografia
Nato a Venezia, si trasferì da giovane con la famiglia a Verona. Il 13 dicembre 1944 venne arrestato nella propria abitazione insieme al padre Augusto, esponente dell'antifascismo locale. In un'intervista del 2000 specificò che data la giovane età non era personalmente coinvolto in alcun tipo di attività politica, ma finì comunque internato nel lager di Bolzano fino alla fine della guerra. Dopo la Liberazione, tornò a piedi fino a Verona. Il padre morì invece a Gusen, sottocampo del campo di concentramento di Mauthausen, e nel 2006 Milo Navasa ricevette in suo nome la medaglia della città di Verona
Nel dopoguerra si diede all'arrampicata, diventando un importante esponente dell'alpinismo dolomitico. Nel 1956 superò l'esame di Istruttore Nazionale di Roccia. Nel corso della sua carriera aprì numerose vie, in particolare sulle Dolomiti, fu accademico del Cai e maestro di arrampicata per generazioni di giovani veronesi. Tra le realizzazione più note la via Verona aperta sul “Rubino Rosso” nella parete Sud di Cima Brenta insieme a Claudio dal Bosco e Franco Baschera nel luglio del 1964. L'anno successivo, con gli stessi compagni, aprì una nuova via particolarmente ardita sulla parete nord della Rocchetta Alta di Bosconero, nella Dolomiti di Zoldo. Tra le sue prime ascese la scalata del gran diedro della parete nord-est del Crozzon di Brenta, nel 1959 con Armando Aste.

## Riconoscimenti
- A Milo Navasa è dedicata la Scuola di Arrampicata Libera “Milo Navasa”[5].
- Nel 2013 una via di Quinto, frazione di Verona, è stata dedicata agli "alpinisti veronesi", in particolare Milo Navasa e Claudio Dal Bosco[6].
- Nel 2013 è stata dedicata a Milo Navasa e Claudio Dal Bosco una via di roccia sul Monte Baldo[7].